# Saint-Pierre (Martinica)

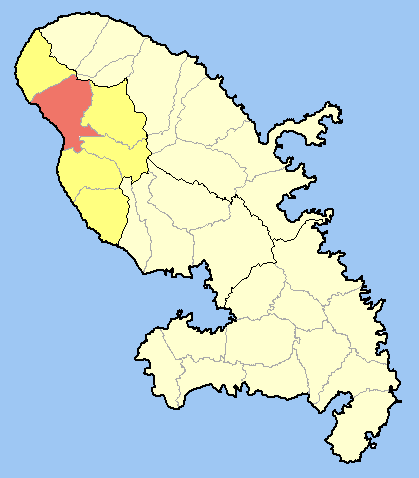
Situació de Saint-Pierre

Saint-Pierre és un municipi francès, situat a la regió de Martinica. El 2009 tenia 4.632 habitants. Es troba a 31 km al nord de Fort-de-France, a la costa sud del Carib, a l'oest del mont Pelée.
La ciutat va ser fundada en 1635 per Pierre Belain d'Esnambuc. Va ser l'antiga capital comercial de Martinica fins a 1902, quan l'erupció del mont Pelée. Va acollir el Palau del Governador de 1635 a 1692, quan es va traslladar a Fort-de-France. Això significa que la ciutat de Saint-Pierre va ser oficialment la capital administrativa de Martinica el 1635-1692.

## Demografia
|  | 6.559 | 6.180 | 5.438 | 5.007 | 4.439 | 4.581 |  |  |  |  |  |  |  |  |  |  |
|  |       |       |       |       |       |       |  |  |  |  |  |  |  |  |  |  |

## Administració
| Període   | Identitat             | Partit |
| --------- | --------------------- | ------ |
| 1943-1945 | Charles Marques       |        |
| 1945-1962 | Pierre-Paul Charles   |        |
| 1962-1977 | Eugene-Pierre Charles |        |
| 1977-1988 | Jean Maurice          |        |
| 1988-2001 | Louis-Pierre Charles  |        |
| 2001-     | Raphaël Martine       | RDM    |

## Història
Els primers colons de Martinica s'instal·laren a Saint-Pierre el 1.635 i d'aquí van conquerir la resta de l'illa. Per evitar ser sotmesos al jou colonial, els darrers autòctons de Martinica, els kali'na, optaren pel suïcidi saltant des d'un penya-segat al nord de la ciutat, anomenat de la Tomba dels Caribs.
La ciutat es desenvolupà gràcies a la indústria sucrera i el comerç d'esclaus. Al port de Saint-Pierre hi arribaven vaixells i comerciants de tot el món. Anomenada la petita París, el París de les Illes, la Perla de les Antilles o la Venècia tropical, la ciutat va ser la capital, no sols econòmica sinó també cultural de totes les Antilles. En 1900 a Saint-Pierre, ca únic a la regió, hi havia una xarxa d'enllumenat elèctric urbà, un tramvia de cavalls, un teatre amb capacitat per a 800 persones, una cambra de comerç, un jardí botànic i port actiu.
El 8 de maig de 1902, després de l'erupció del Mont Pelée, un núvol de foc arrasà en uns segons tota la ciutat, matant 26.000 persones i destruint 40 vaixells al port. Un pres anomenat Cyparis, protegit pels murs gruixuts de la seva cel·la, va poder sobreviure a la catàstrofe. El sabater Léon Compère també va sobreviure, també protegit pels murs gruixuts.
La ciutat restà en cendres durant diverses dècades abans de ser reconstruïda a poc a poc (la Cambra de Comerç està actualment reconstruïda, una de les obres arquitectòniques més belles de l'illa).

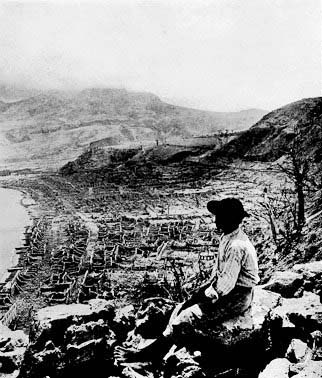
La vila en ruïnes després l'erupció.

## Personatges il·lustres
- Cyrille Bissette
- Pierre-Marie Pory-Papy
- Marius Hurard
- Louis Delgrès
- Henri Lémery
- Auguste-François Perrinon
- Alcide Delmont (1874-1959)
- Louis-Auguste Cyparis